# Stazione di Milano Bruzzano
Stazione di Milano Bruzzano vasútállomás Olaszországban, Lombardia régióban, Milánó településen.

## Vasútvonalak
Az állomást az alábbi vasútvonalak érintik:
- Milánó–Asso-vasútvonal

## Kapcsolódó állomások
A vasútállomáshoz az alábbi állomások vannak a legközelebb:
- Stazione di Milano Bruzzano (1879)
- Stazione di Cormano-Brusuglio